# Diana Salu
Diana Salu é uma quadrinista, artista e designer brasileira. Graduada em Artes Plásticas pela Universidade de Brasília, foi cofundadora, junto com Daniel Lopes, do fanzine MÊS (que posteriormente se tornou a Mês Editora), projeto de publicações independentes em quadrinhos pelo qual lançou os livros O Aguardado (2014), Política É Relação (2015), e Maré ou Pequenos Barcos Não Devem Se Afastar Demais da Margem (2017). Também foi uma das idealizadoras da Dente Feira de Publicações.
Entre 2013 e 2016, manteve a série de tirinhas Batata Frita Murcha, publicada semanalmente no Facebook. Em 2018, lançou o livro independente Barragem. No ano seguinte, lançou o livro Cartas para Ninguém, parte do projeto Escreventes, uma autopublicação artesanal de narrativas LGBTs organizado pela editora Padê e selecionado em edital do Fundo Elas de Investimento Social. O livro retrata a jornada de Salu em sua identificação como mulher trans e lésbica. Salu também desenvolve, desde 2018, um projeto no Instagram no qual publica diariamente em janeiro (considerado o mês da visibilidade trans) ilustrações referentes à temática LGBT. O primeiro projeto foi uma série de ilustrações com perfis de pessoas trans.
Em 2020, Salu participou da coletânea de quadrinhos LGBT Histórias Quentinhas 2. No mesmo ano, ganhou o Troféu HQ Mix na categoria "Projeto gráfico" pelo livro Cartas para Ninguém.